# Gunnar Ståhl
Nils Gunnar Ståhl, född 30 maj 1935 i Vimmerby, är en svensk pensionerad officer i Flygvapnet.

## Biografi
Ståhl blev fänrik år 1963. Han befordrades till löjtnant vid Upplands flygflottilj (F 16) 1965, till kapten vid Skaraborgs flygflottilj 1971, till major vid Skaraborgs flygflottilj 1974, till överstelöjtnant vid Skaraborgs flygflottilj 1978, till överste 1985 och till överste av 1:a graden 1990.
Ståhl inledde sin militära karriär som flygare vid Upplands flygflottilj (F 16). 1980–1982 var han chef för Planeringsdetaljen vid Flygstaben. 1982–1985 var han sektionschef vid Första flygeskadern (E 1). 1985–1987 var han ställföreträdande sektorflottiljchef samt personalkårschef vid Skånska flygflottiljen (F 10/Se S). 1987–1990 var han flottiljchef för Blekinge flygflottilj (F 17). 1990–1994 var han sektorflottiljchef för Jämtlands flygflottilj (F 4/Se NN). 1994–1995 var han chef för Norra flygkommandot (FK N). Ståhl avgick som överste av 1:a graden 1995.
Ståhl gifte sig 1959 med Kerstin Marianne Månsson; tillsammans fick de två barn. 1992 gifte han om sig, då med Maria Nyberg.